# Моны
Моны (талаин,(listenо файле;монский язык: ဂကူမန် မွန်လူမျိုး; [mùn lùmjóʊ]) — народ, живущий на юге Мьянмы, преимущественно в штате Мон и соседних областях Мьянмы, и на юго-западе Таиланда. Язык — монский, относится к мон-кхмерской ветви австроазиатской семьи языков; имеется письменность, восходящая к VI веку н. э. По религии буддисты.

## Этнонимы
Моны, точнее мон — это автоним народа, означающий «человек». Другой распространённый этноним Монов — талаин တလိုင်း — является бирманским экзонимом.

## Территория проживания и численность
Моны проживают на юге Мьянмы, преимущественно в штате Мон и на юго-западе Таиланда.
Точная численность монов неизвестна, имеются значительные расхождение в оценке. Согласно официальной мьянманской статистике количество монов не превышает 1 млн человек, по данным Книги фактов ЦРУ численность монов составляет 1,1 млн человек
. Численность монской общины в Таиланде является стабильной с 1970-х годов и насчитывает около 120 тысяч человек.
В 1-м тыс. н. э. у них сложились ранние государства (Дваравати и др.). С конца 1-го тыс. н. э. в страну Мон с севера проникли бирманцы, а с юга индонезийцы, что привело, в итоге, к упадку монского государства Дваравати. Моны оказали большое культурное влияние на бирманцев. Часть монов в Мьянме была ассимилирована бирманцами и каренами.

## Язык и религия
Моны говорят на монском языке мон-кхмерской ветви австроазиатской языковой семьи. Среди монов распространён билингвизм (бирманский и тайский языки).
Старомонская письменность была воспринята бирманцами и стала основой современного бирманского алфавита, современный монский записывается его модифицированной версией. Один из монских диалектов матабан-мулмейн (мон тэ) имеет собственную письменность северо-индийского происхождения, которая своими корнями уходит в VI век.
По вероисповеданию моны являются буддистами (тхеравада); также сохраняются традиционные верования, элементы брахманизма и тому подобное.

## Данные из истории
Моны являются автохтонным населением Индокитая. Уже в I-м тысячелетии в эпоху  расцвета вступили раннегосударственные монские формирования — Дваравати, Пегу, Татхоун, которые находились в тесных связях с древними царствами Индии (Рамманадеса — индийское название страны Мон).
В конце 1-го тыс. в страну Мон с севера проникли бирманцы. С XVI в. с усилением государств бирманцев страна Монов становится ареной борьбы с Сиамом, который до конца XVIII в. полностью уничтожил монское государство на территории современного Таиланда. Тогда же значительная часть монов переселилась в Мьянму.
Моны оказали значительное влияние на материальную и духовную культуру бирманцев. Кроме того, значительная часть монов подверглась (и подвергается сейчас) ассимиляции со стороны бирманцев и каренов. Основными очагами монского населения, сохраняющего традиционную культуру, остаются горные районы Танинтайи, которые в XX веке стали базой национального возрождения.
В середине XX века в Бирме создана Монская национальная область. С 1980-х годов в монском обществе сильны сепаратистские настроения, однако многие монские национальные деятели находятся в эмиграции (США, Австралия, Великобритания и страны Скандинавии) из-за гонений со стороны мьянманских властей.

## Хозяйство и культура
Основное традиционное занятие монов — поливное рисосеяние (моны построили первые ирригационные сооружения на территории современной Мьянмы). Важное место также занимают садоводство и овощеводство, рыболовство и т. п.
Традиционной одеждой как мужчин, так и женщин являются наряды по типу саронга; в Таиланде — с заимствованными элементами тайского национального костюма.
Фольклор включает оригинальные музыкальную, танцевальную, театральную и устную традиции. Распространенные музыкальные инструменты — барабаны, гонги, ксилофоны, флейты и т. п. Развиты танцевальное искусство, народный и классический театр.